# Dynastie des Diarisso
La dynastie des Diarisso ou Diaresso est issue d'un clan Soninké à l'origine du royaume de Sosso, établi au XIe siècle après la prise de Koumbi Saleh par les Almoravides en 1076 et le déclin de l'empire du Ghana. Elle est renversée en 1180 par Diara Kante, le père de Soumaoro Kanté.
L'origine du clan Diarisso remonte à l'installation des Soninkés dans le Kaniaga, à la fin du VIe siècle, quand l'ancêtre Dinga traverse le Kaniaga en se rendant du Diaga au Dioka. Vers  750,  Fadé Goumané  (Fadé Goumaté ), à l'origine du clan des Diarisso, reçoit du Ouagadou le gouvernement de la partie nord du Bélédougou pendant que Diaméra Sogona obtient celui de la partie méridionale du Kaniaga et s'installe à Guesséné. Quarante ans plus tard, après le démembrement du Ouagadou, Fadé Goumané devient le chef indépendant d'une petite province habitée par sa famille et celle de Diaméra Sogona. La région est rapidement vassalisée par l'empire du Ghana.
En 1076, la prise de Ghana par les Almoravides provoque à nouveau la migration des Soninké, qui sont nombreux à fuir l'Aoukar pour se réfugier au sud dans le Kaniaga. C'est à ce moment-là où l'État soninké du Kaniaga se constitue sous la direction d'une dynastie issue du clan Diarisso. L'Empire du Ghana, s'il n'a pas été complètement détruit par la conquête berbère, et très ébranlé. Quand la domination des Lemtouna prend fin vers 1090, après la mort d'Abu Bakr Ibn Omar, le souverain du Ghana n'est plus assez puissant pour rétablir son autorité sur les principautés du Sud et le royaume du Kaniaga préserve son indépendance.
Selon les traditions, la dynastie des Diarisso aurait compté sept princes entre 1076 et 1180 environ. Le premier, Kambiné Diarisso, descendant de Diaméra Sogona, déjà âgé en 1076, organise l'État et installe la capitale à proximité de Guesséné dans la localité qui deviendra Sosso. Son fils Souleiman lui succède vers 1090. Il a pour successeur son fils Banna-Boubou qui règne entre 1100 et 1120. Sous son règne les Peuls, venus de l'ouest, aurait fait leur apparition au Kaniaga ; ils sont accueillis avec bienveillance par la famille royale des Diarisso. Le roi, ses fils et les principaux officiers épousent des femmes issues de familles nobles peules, qui appartenaient au clan des Sô ou Férôbé : c'est ce qui fait donné le nom de Sossé (descendants des Sô) aux enfants nés de ces unions. Ce nom se généralise pour désigner tous les habitants du Kaniaga, ou tout au moins les membres de l'aristocratie. C'est également cette circonstance qui fait donner le nom de Sosso (village des Sô) à la capitale de l'État et à l'État lui-même.
Après Banna-Boubou règne son fils Makhan (1120-1130), également appelé Ouagadou-Makhan parce que sa mère était originaire du Ouagadou et l'a mis au monde dans ce pays. À Makhan succédèrent Gané (1130-1140), Moussa (1140-1160) et Birama (1160-1180), tous descendants de Diaméra Sogona. 
Birama est le dernier prince de la dynastie. Il laisse neuf fils, issus de deux mères différentes. L'ainé du premier lit veut s'emparer du pouvoir à sa mort mais l'ainé du second lit lui dispute la succession. Le conflit dégénère en guerre civile et les enfants du second lit font appel au chef Diara Kante, ancien général de Birama, un Soninké de classe inférieure originaire de Ouossébougou ou de Tirakka près de Tombouctou selon les traditions. Grâce à son aide les cinq fils du deuxième lit obtiennent la victoire, mais se disputent entre eux pour désigner celui qui aurait le pouvoir. Voyant cela Diara Kante se fait reconnaître empereur du Sosso par les notables et exile tous les fils de Birama dans le Kaarta.

## Sources
- HAUT~SENGEGAL NIGER I'histore, par Maurice Delafosse Publié par Maisonneuve & Larose